# Tagilde
Tagilde é uma povoação portuguesa do município de Vizela que foi sede da extinta freguesia homónima, que tinha 2,77 km² de área e 1 861 habitantes (2011), e, por isso, uma densidade populacional de 671,8 hab./km².
A freguesia de Tagilde foi extinta pela reorganização administrativa de 2012/2013, sendo o seu território integrado na então criada freguesia de Tagilde e Vizela.
A freguesia de Tagilde foi uma das cinco freguesias que transitaram do município de Guimarães para o de Vizela, aquando a criação deste último em 1998.

## História
No lugar de Arriconha, desta antiga freguesia, nasceu, em 1187, o frade pregador São Gonçalo de Amarante.
Aqui, a 10 de julho de 1372 foi firmado o Tratado de Tagilde, considerado o primeiro fundamento jurídico do futuro tratado de aliança Luso-Britânica, que ainda hoje perdura.

## População
| População da Freguesia de Tagilde | População da Freguesia de Tagilde | População da Freguesia de Tagilde | População da Freguesia de Tagilde | População da Freguesia de Tagilde | População da Freguesia de Tagilde | População da Freguesia de Tagilde | População da Freguesia de Tagilde | População da Freguesia de Tagilde | População da Freguesia de Tagilde | População da Freguesia de Tagilde | População da Freguesia de Tagilde | População da Freguesia de Tagilde | População da Freguesia de Tagilde | População da Freguesia de Tagilde |
| --------------------------------- | --------------------------------- | --------------------------------- | --------------------------------- | --------------------------------- | --------------------------------- | --------------------------------- | --------------------------------- | --------------------------------- | --------------------------------- | --------------------------------- | --------------------------------- | --------------------------------- | --------------------------------- | --------------------------------- |
| 1864                              | 1878                              | 1890                              | 1900                              | 1911                              | 1920                              | 1930                              | 1940                              | 1950                              | 1960                              | 1970                              | 1981                              | 1991                              | 2001                              | 2011                              |
| 544                               | 491                               | 557                               | 545                               | 1 051                             | 970                               | 1 091                             | 704                               | 733                               | 817                               | 924                               | 1 104                             | 1 373                             | 1 777                             | 1 861                             |

Fez parte do concelho de Guimarães nos censos de 1864 a 2001